# گابریل آلومار
گابریل آلومار (انگلیسی: Gabriel Alomar i Villalonga)؛ (به کاتالان : [ɡəβɾiɛɫ əɫumar]; ۱ ژانویهٔ ۱۸۷۳ – ۱ ژانویهٔ ۱۹۴۱) نویسنده، شاعر، سیاست‌مدار و دیپلمات قرن بیستم اهل اسپانیا بود. وی با جنبش هنر کاتالان مدرنیسم رابطه داشت. او از سال‌های اول قرن بیستم تا زمان مرگش در تبعید، یک فرد آزادی‌خواه چپ‌گرا بود.

## زندگی‌نامه
آلومار در اول ژانویه ۱۸۷۳ در پالما متولد شد و در جزایر بالئاری، یک استان سنتی اسپانیا که در آن قدرت کلیسای کاتولیک بسیار قوی بود، بزرگ شد. پدرش یک خرده بوروکرات بود. وی در سال ۱۸۸۸، پس از اتمام تحصیلات دبیرستان در پالما، مانند بسیاری از مردان جوان مجارس به بارسلونا رفت تا تحصیلاتش را تمام کند. در این محیط، او به عنوان روزنامه‌نگار فعال و شاعر به فعالیت پرداخت و همزمان با جنبش منطقه‌ای کاتالانی همکاری داشت.
گابریل آلومار در زندگی خود مشاغل زیادی داشت، اما در سراسر آن، او به‌طور مداوم به عنوان نویسنده‌ای فعال به نشر مقاله و نویسندگی اشتغال داشت.

## دیپلمات
گابریل آلومار سفیر اسپانیا در ایتالیا (۱۹۳۲–۳۴) و سفیر این کشور در مصر از سال ۱۹۳۷ تا پایان جنگ داخلی اسپانیا بود. وی تا زمان درگذشتش در سال ۱۹۴۱ در قاهره زندگی می‌کرد.